# Carlsberg (Nadrenia-Palatynat)
Carlsberg – gmina (Ortsgemeinde) w Niemczech, w kraju związkowym Nadrenia-Palatynat, w powiecie Bad Dürkheim, wchodzi w skład gminy związkowej Leiningerland. Do 31 grudnia 2017 należała do gminy związkowej Hettenleidelheim.

## Ośrodek „Marianum”
W 1956 roku z pomocą niemieckiej Polonii w Carlsbergu powstał polski ośrodek, który w przeddzień Uroczystości Najświętszej Maryi Panny Częstochowskiej, tj. 25 sierpnia 1956 roku ku jej czci otrzymał nazwę „Marianum”. Od 25 marca 1982 roku „Marianum” pracuje jako Międzynarodowe Centrum Ewangelizacji Ruchu Światło-Życie. W tym miejscu od 1982 roku do swojej śmierci w 1987 r. mieszkał, modlił się i pracował jego założyciel Czcigodny Sługa Boży ks. Franciszek Blachnicki. Do czasu ekshumacji i przeniesienia prochów 1 kwietnia 2000 r. do Krościenka nad Dunajcem znajdował się tam także jego grób. Obecnie odbywają tam się spotkania formacyjne, oazy rekolekcyjne i dni wspólnoty.

## Współpraca
Miejscowości partnerskie:
- Carlsberg – miejscowość dzielnicy Crostau, Saksonia
- Leißling – dzielnica Weißenfels, Saksonia-Anhalt